# فیبی فاکس
فیبی فاکس (انگلیسی: Phoebe Fox؛ زادهٔ ۱۹۸۷ میلادی) یک بازیگر اهل بریتانیا است. وی از سال ۲۰۱۰ میلادی تاکنون مشغول فعالیت بوده‌است.
از فیلم‌ها یا برنامه‌های تلویزیونی که وی در آن نقش داشته‌است، می‌توان به زن سیاه پوش: فرشته مرگ، نگاه آسمانی، تفنگدارها، آینه سیاه، کلئوپاتراها، ایگوانای آبی و یک روز اشاره کرد.